# Stanisław Karol Dangel
Stanisław Karol Dangel ps. „Janek” (ur. 20 kwietnia 1919 w Warszawie, zm. 16 lipca 1943 tamże) – podporucznik rezerwy artylerii Wojska Polskiego, podharcmistrz.

## Życiorys
Urodził się 20 kwietnia 1919 w Warszawie, w rodzinie Stanisława Romana i Felicji z Wańkowiczów. Był młodszym bratem Jana Dangela. Od 1929 uczył się w Szkole Mazowieckiej, następnie od 1931 w Państwowym Gimnazjum im. Adama Mickiewicza i od 1933 w Państwowym Gimnazjum, im. Tadeusza Czackiego po ukończeniu, którego w czerwcu 1937 otrzymał świadectwo dojrzałości. Od września 1937 do września 1938 był w Mazowieckiej Szkole Podchorążych Rezerwy Artylerii w Zambrowie, a od października 1938 studiował w SGGW. Podharcmistrz, który w 1939 był przybocznym drużynowego 27 Warszawskiej Drużyny Harcerzy. W kampanii wrześniowej 1939 dowodził w stopniu ogniomistrza podchorążego plutonem artylerii w składzie Armii „Pomorze”, a później w obronie Warszawy.
Od października 1939 w konspiracji, gdzie działał w tajnej grupie młodzieży, kierowanej przez jego brata, Jana. Grupa po połączeniu w listopadzie 1939 z grupą mjr. Jana Włodarkiewicza i ppor. Witolda Pileckiego stworzyła Tajną Armię Polską. Kierował m.in. składaniem i drukowaniem dwóch broszur Melchiora Wańkowicza Te pierwsze walki i Z generałem Sosnkowskim, które były wydane pod ps. „Jerzy Łużyc” w Bukareszcie i wiosną 1940 przedrukowane przez TAP w Warszawie. 28 lub 30 kwietnia 1940 został aresztowany w łapance w Al. Ujazdowskich i osadzony na Pawiaku. W końcu czerwca dzięki staraniom rodziny został zwolniony. 28 lub 29 listopada był ponownie zatrzymany przez patrol żandarmerii po godzinie policyjnej na ul. Chocimskiej, a 24 grudnia został powtórnie zwolniony. Po wejściu TAP w skład KN i po utworzeniu w styczniu 1941 KZ działał w tej ostatniej organizacji. We wrześniu 1941 po scaleniu KZ z ZWZ przeszedł do ZWZ. Od wiosny 1942 był pracownikiem komórki więziennej referatu „998” Wydziału Bezpieczeństwa i Kontrwywiadu Oddziału II KG AK. W marcu lub w kwietniu 1943 został po raz trzeci aresztowany i osadzony na Pawiaku, a 16 lipca rozstrzelany w ruinach getta. Jego symboliczny grób znajduje się na cmentarzu Powązkowskim w Warszawie (aleja katakumbowa, grób 129 i 130).

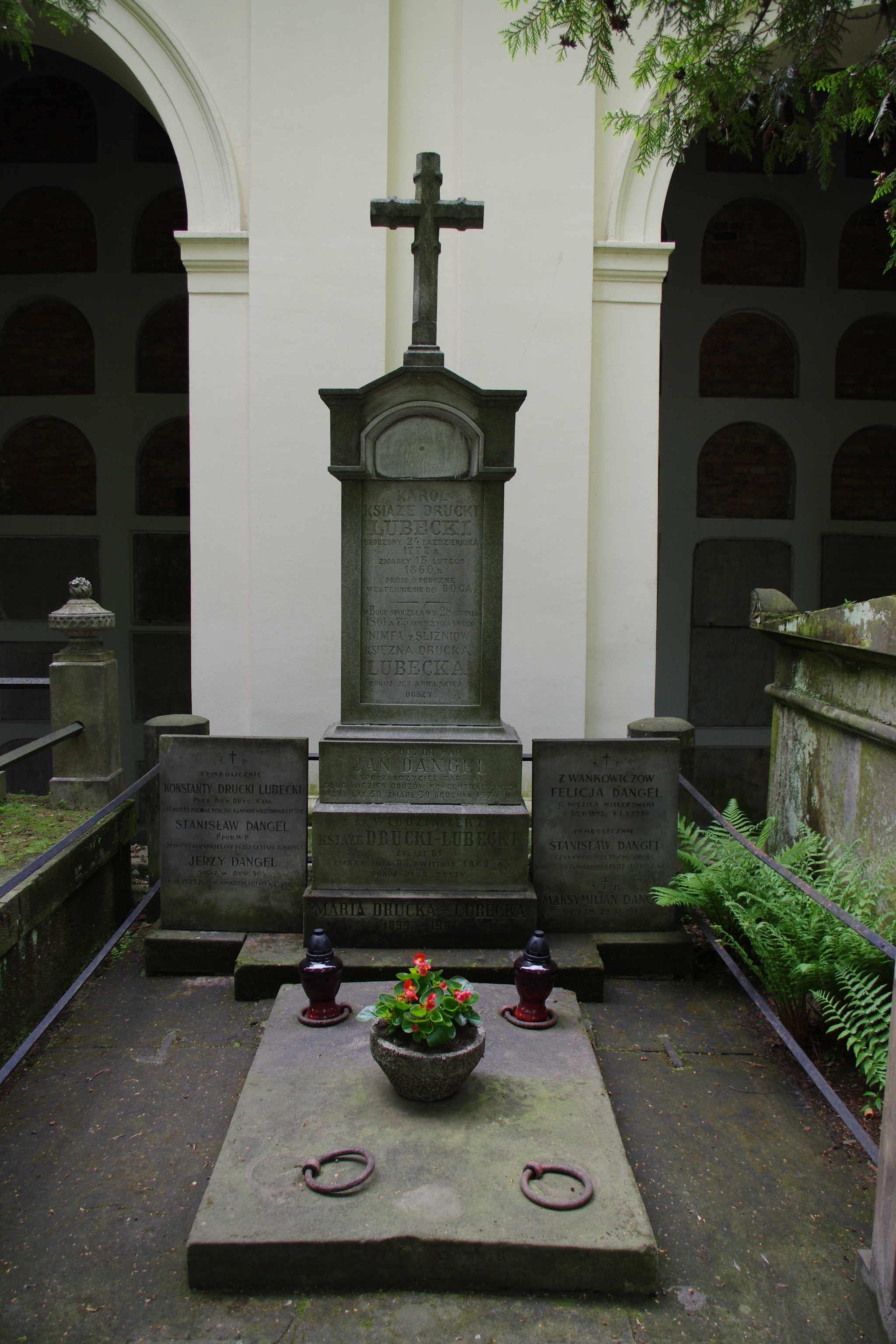
Grób ekonomisty Jana Dangela oraz książąt Druckich-Lubeckich w Alei Katakumbowej na Starych Powązkach w Warszawie

## Ordery i odznaczenia
- Krzyż Srebrny Orderu Virtuti Militari (pośmiertnie, 28 września 1944)
- Krzyż Walecznych (pośmiertnie, 2 października 1944)